# Richard Newton (Künstler)
Richard Newton (* 1948 in Oakland, Kalifornien) ist ein US-amerikanischer Performance- und Videokünstler.

## Leben
Richard Newton ist in Oakland geboren und lebt in Pasadena in Kalifornien. Er hat einen Studienabschluss an der University of California, Irvine. Er war bekannt mit Vija Celmins und Barbara Rose. Newton hat Künstlerbücher, Filme, Videos, Installationen und Performances gezeigt. Seine One-Of-A-Kind Bücher sind 1977 auf der documenta 6 in Kassel gezeigt worden. Weitere bekannte Performances von 1977 sind Touch a Penis und Smell a Vagina. Einige Performances fanden an außergewöhnlichen Schauplätzen statt wie etwa Public Spirit Festival hinter einer verketteten Tür in einem baufälligen Hotel im Stadtgebiet. Get Under The Table, Don’t Look at the Windows beschäftigt sich mit Alkoholismus, Familienbanden, der Unendlichkeit und nuklearer Bedrohung.
Für eine Ausstellung im MoMA PS1 schuf Newton eine raumfüllende, einsame Wüstenlandschaft aus zertretenen Konservendosen, zerbrochenen Bierflaschen und Brotscheiben. Die einzigen Geräusche, die die Stille durchbrachen, waren das diskontinuierliche Weinen eines Kleinkindes und das Kläffen eines Welpen.

## Gruppenausstellungen (Auswahl)
- 2012: 13th International  Ibsen (1828–1906) Conference in Tromsø, Norwegen
- 2012: A glancing Blow, Los Angeles Filmforum,  MoCA
- 2012:  UCI and the Development of Contemporary Art in Southern California, Laguna Art Museum
- 2011: Seventies Richard Newton, Jancar Gallery